# Chevrolet Aerovette
Ne doit pas être confondu avec Chevrolet Astrovette.
La Chevrolet Aerovette ou Aero Vette (ou Experimental Project XP-882, XP-895 et XP-897 GT) est un concept car GT du constructeur automobile américain Chevrolet (General Motors), conçu en quelques exemplaires entre 1969 et 1976,. 

## Histoire
Inspiré de la Chevrolet Corvair Monza GT de 1963, ce concept car à moteur V8 central transversal arrière est conçu par le chef-designer Chevrolet Zora Arkus-Duntov (en), considéré, avec Harley J. Earl, comme le père de la Chevrolet Corvette de 1953,.

### Experimental Project XP-882

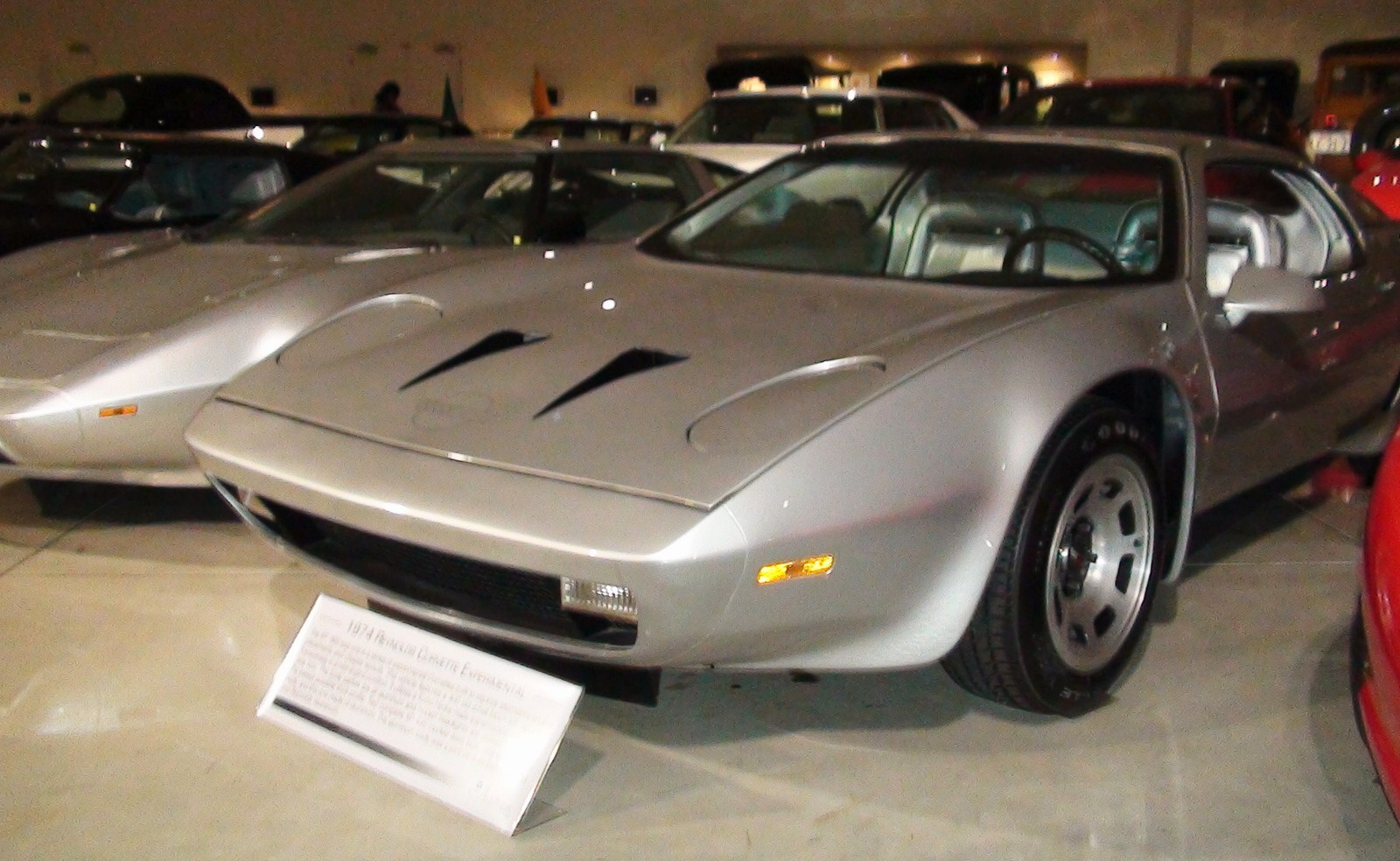
XP-882 au GM Heritage Center de Détroit.

Deux premiers prototypes sont initialement conçus en 1969 sous le nom « Experimental Project 882 (XP-882) ». John DeLorean, directeur général de Chevrolet, annule alors le programme, le jugeant peu pratique et trop coûteux. 
Lorsque Ford annonce son intention de commercialiser aux États-Unis la De Tomaso Pantera, présentée au salon de l'automobile de New York en 1970, par l'intermédiaire des concessionnaires Lincoln-Mercury de son réseau Ford, DeLorean ordonne alors qu'un prototype XP-882 soit préparé pour être exposé à ce même salon.

### Experimental Project XP-895 et XP-897 GT
En 1972, DeLorean reprend le développement du projet XP-882 sous le nouveau nom « Experimental Project 895 (XP-895) » avec une nouvelle carrosserie « Reynolds Aluminium Car » en alliage d'aluminium, presque identique à la précédente. 

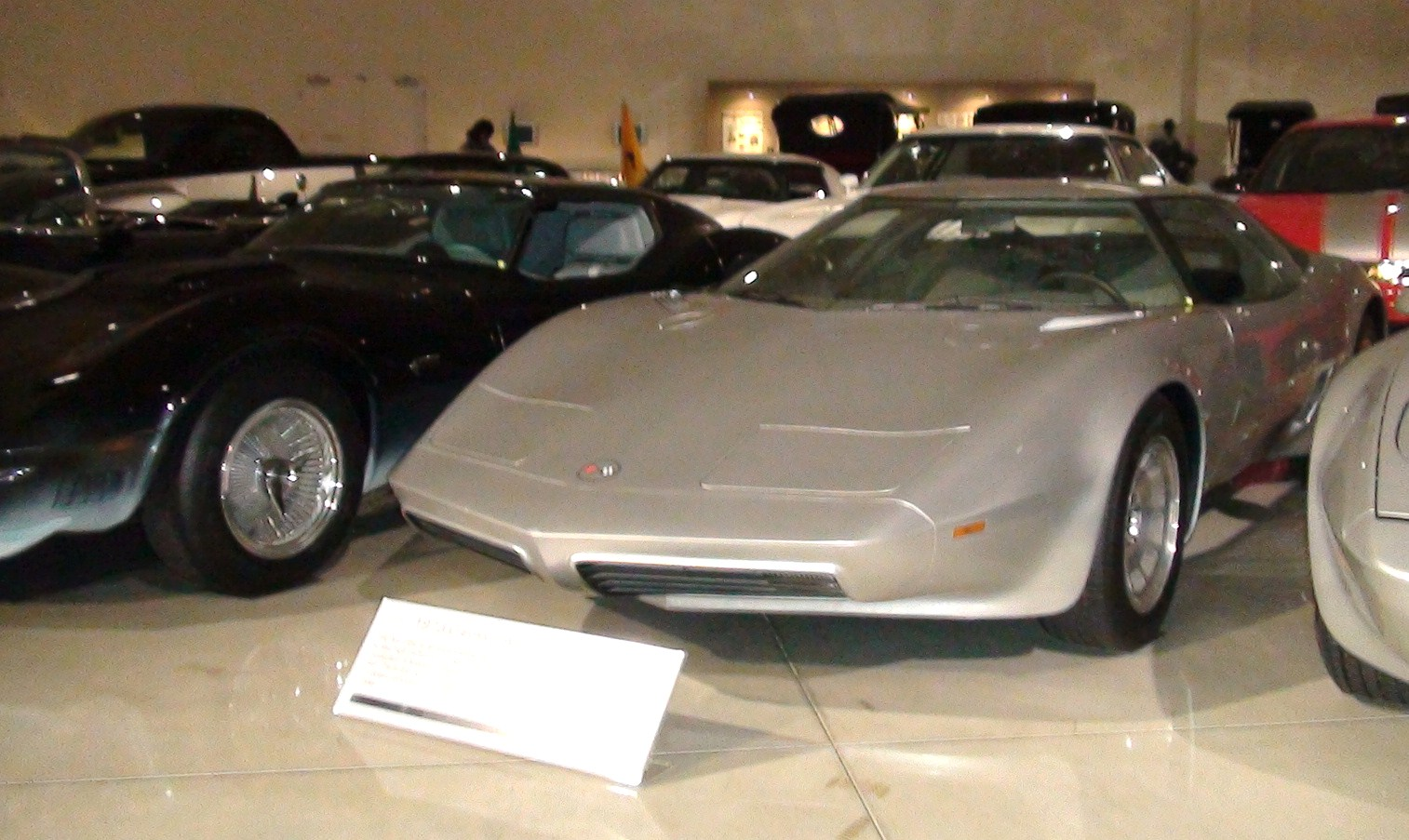
XP-895 au GM Heritage Center
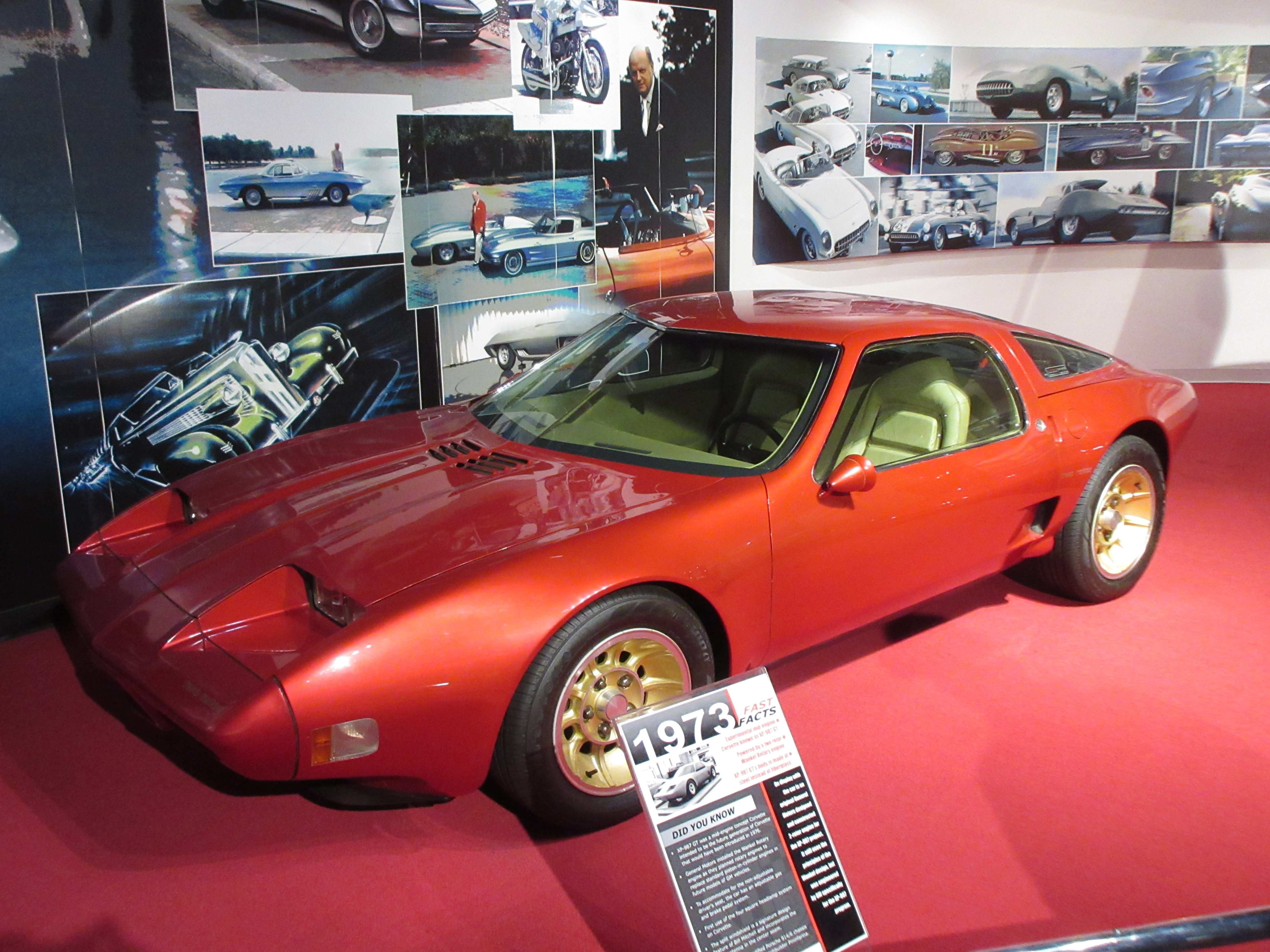
XP-897 GT au National Corvette Museum

Elle est motorisée par un moteur à 4 rotors Wankel de 420 ch (General Motors Rotary Combustion Engine (en) de Chevrolet Vega). Cette XP-895 est présentée fin 1973 en même temps que sa variante XP-897 GT à moteur à 2 rotors Wankel. À la suite du premier choc pétrolier de 1973, General Motors abandonne le développement des moteurs Wankel. 

### Chevrolet Aerovette
En 1976, le concept-car est renommé « Chevrolet Aerovette » avec deux portes papillon pliantes et un moteur V8 Chevrolet de 6,6 L de 400 ch . 

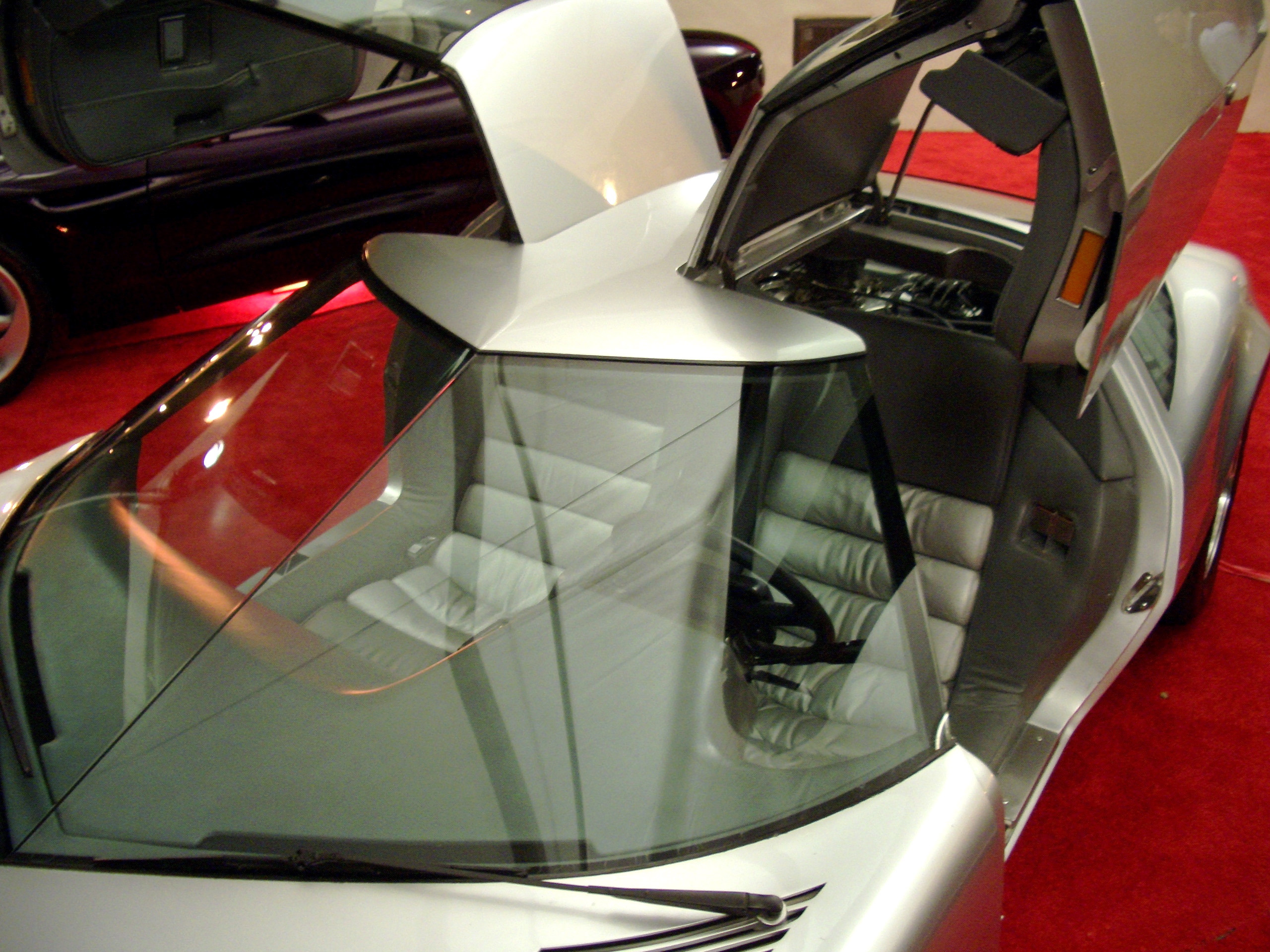
Cockpit d'Aerovette

Le modèle de production de série est motorisé avec un V8 Chevrolet de 5,7 L pour un coût annoncé de 15 000 $ à 18 000 $. Sa commercialisation est annulée à la suite du départ en retraite de General Motors des principaux partisans Zora Arkus-Duntov (en), Bill Mitchell et Ed Cole. Dave McLellan (en) décide alors de commercialiser la Chevrolet Corvette (C4) en 1984, héritière de ce modèle, avec un moteur V8 de 5,7 L avant traditionnel,,. 
John DeLorean quitte la vice présidence de General Motors en 1975, pour fonder sa marque automobile DeLorean Motor Company (DMC) et commercialiser sa DeLorean DMC-12 de 1981 (inspirée de ce modèle). 